# Парціалізм

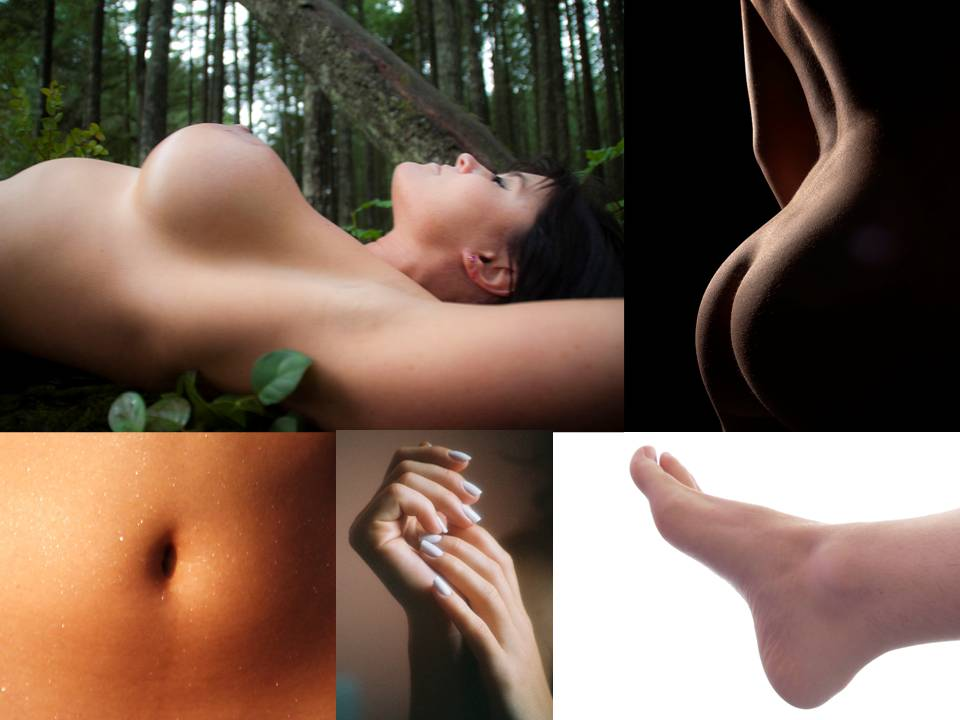
Пахви, спина, груди, сідниці, пуп, волосся, руки, стопа, ноги і губи — це поширені часткові вирази.

Парціалізм — це сексуальний фетишизм, спрямований виключно на певну частину тіла, відмінну від геніталій людини.

## Тип
Нижче наведено деякі пристрасті, які часто зустрічаються в людей:
| Офіційна назва | Поширена назва      | Джерело збудження |
| -------------- | ------------------- | ----------------- |
| Подофілія      | Фут-фетиш           | нога              |
| Окулофілія     | Фетиш на очі        | око               |
| Маскалагнія    | Фетиш пахв          | пахви             |
| Ретрофілія     | Спина спинний фетиш | спина             |
| Мазофілія      | Фетиш на груди      | груди             |
| Пігофілія      | Фетиш на сідниці    | сідниці           |
| Назофілія      | Фетиш на ніс        | ніс               |
| Трихофілія     | Фетиш на волосся    | волосся           |
| Альвинофілія   | Фетиш на пуп        | пуп               |
| Хірофілія      | Фетиш рук           | рука              |
| Крурофілія     | Фетиш ніг           | нога              |
| Орізофілія     | Фетиш на губи       | губи              |
| Буккалагнія    | Фетиш на щоках      | щока              |
| Ерогонофілія   | Фетиш на ямочках    | ямочки            |